# Amoni tungstat
Amoni tungstat là một hợp chất vô cơ với công thức hóa học (NH4)2WO4. Muối này tồn tại dưới dạng chất rắn màu trắng không ổn định, tan tốt trong nước.

## Điều chế và tính chất
Nếu cho axit tungstic tác dụng với dung dịch amonia, muối axit sẽ được tạo thành thay vì muối trung hòa. Nhưng axit tungstic hydrat hóa sẽ tạo ra muối trung hòa ở dạng chất rắn màu trắng, tan trong nước. Nó rất dễ mất amonia.
Trộn đúng tỉ lệ wolfram(VI) oxit và dung dịch amonia cũng sẽ tạo ra muối:
WO3 + 2NH3 + H2O → (NH4)2WO4
Amoni tungstat không ổn định. Ở thể rắn, nó chỉ được biết đến dưới dạng muối khan.
Amoni tungstat trong dung dịch dễ dàng phản ứng với khí hydro sulfide hoặc hydro selenide để tạo ra các muối thio- hoặc selenotungstat.
(NH4)2WO4 + 2H2X → (NH4)2WO2X2 + 2H2O
(NH4)2WO4 + 4H2X → (NH4)2WX4 + 4H2O (X = S, Se)